# Park Row Building
Le Park Row Building ou  15 Park Row Building est un gratte-ciel de la ville de New York, situé à Park Row dans le quartier de Financial District à Manhattan. Avec une hauteur de 119 mètres, il fut le plus haut gratte-ciel du monde entre son inauguration en 1899 et 1908 où il fut dépassé par le Singer Building. 

## Description
En 1901, un projet de building annoncé par Aetna était censé le dépasser, mais sa construction n'eut finalement pas lieu. Le Park Row Building comporte 29 étages, 26 étant situés dans le cœur du gratte-ciel, et les trois autres se répartissant sur les deux coupoles situées au sommet du building. Le bâtiment se présente en fait sous la forme d'un grand rectangle, séparé en six sections horizontales, sur lequel deux coupoles sont venues se greffer, et en raison de cette architecture caractéristique, le gratte-ciel demeure l'un des bâtiments symboliques du sud de Manhattan. Cependant, lors de sa construction, le gratte-ciel reçut des critiques plutôt négatives, pour les critiques, les coupoles étaient des « ajouts insignifiants qui n'ajoutaient finalement rien », alors que les façades étaient perçues comme « absolument inexpressives et insipides ».

Le Park Row Building fait partie des quelques immeubles encore debout d'une rue qui était autrefois baptisée Newspaper Row (« allée des journaux ») en raison de la multiplication des éditeurs de journaux dans cette zone entre les années 1840 et 1920. Ainsi, en 1900, le gratte-ciel abritait l'agence de presse Associated Press.

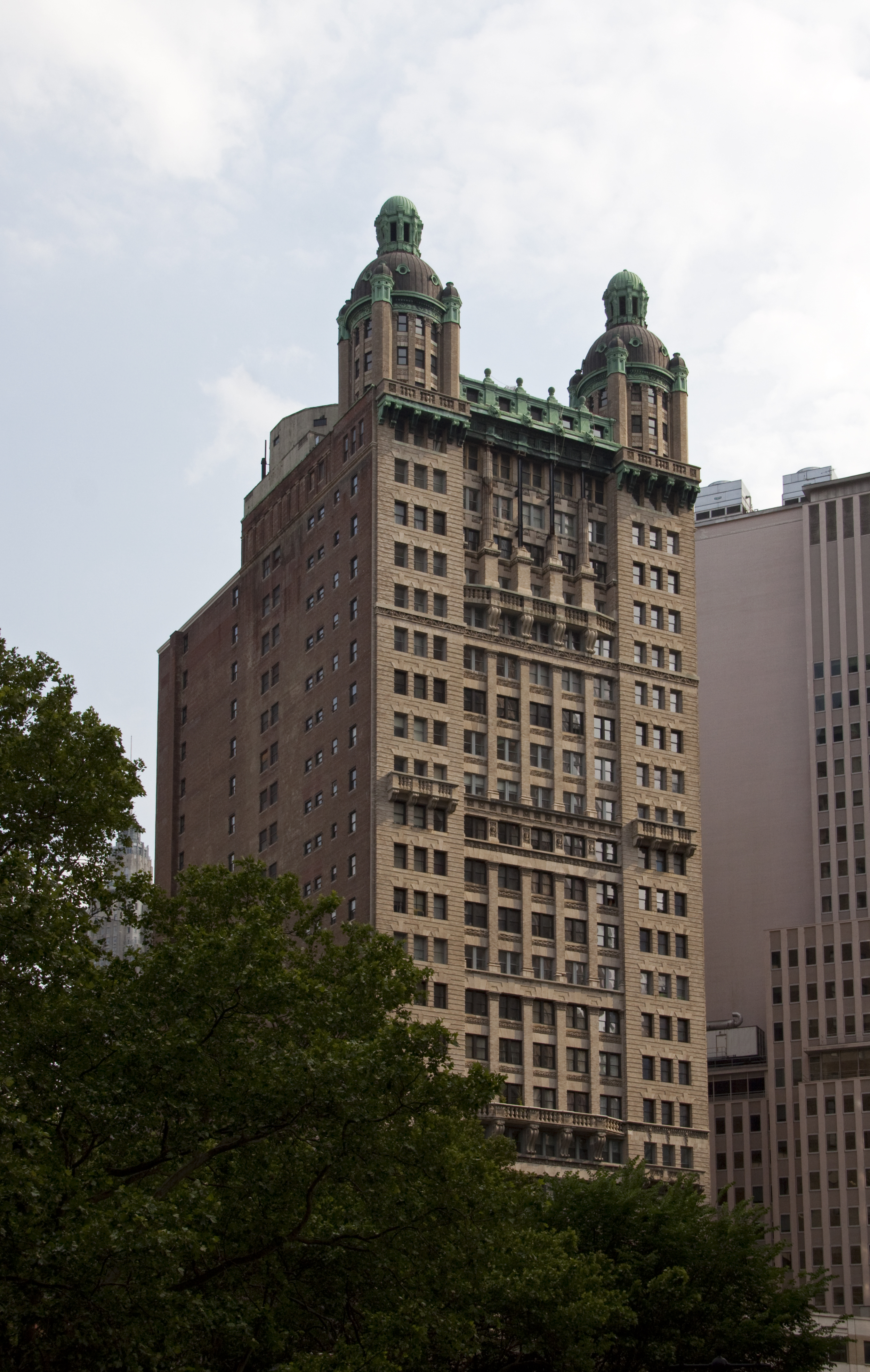
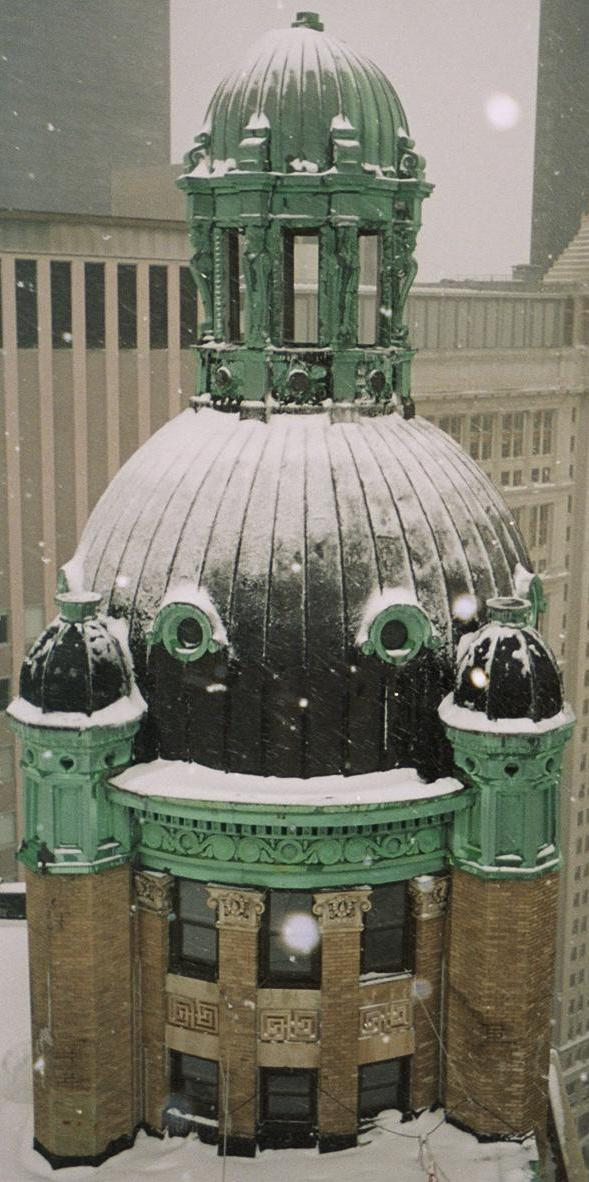
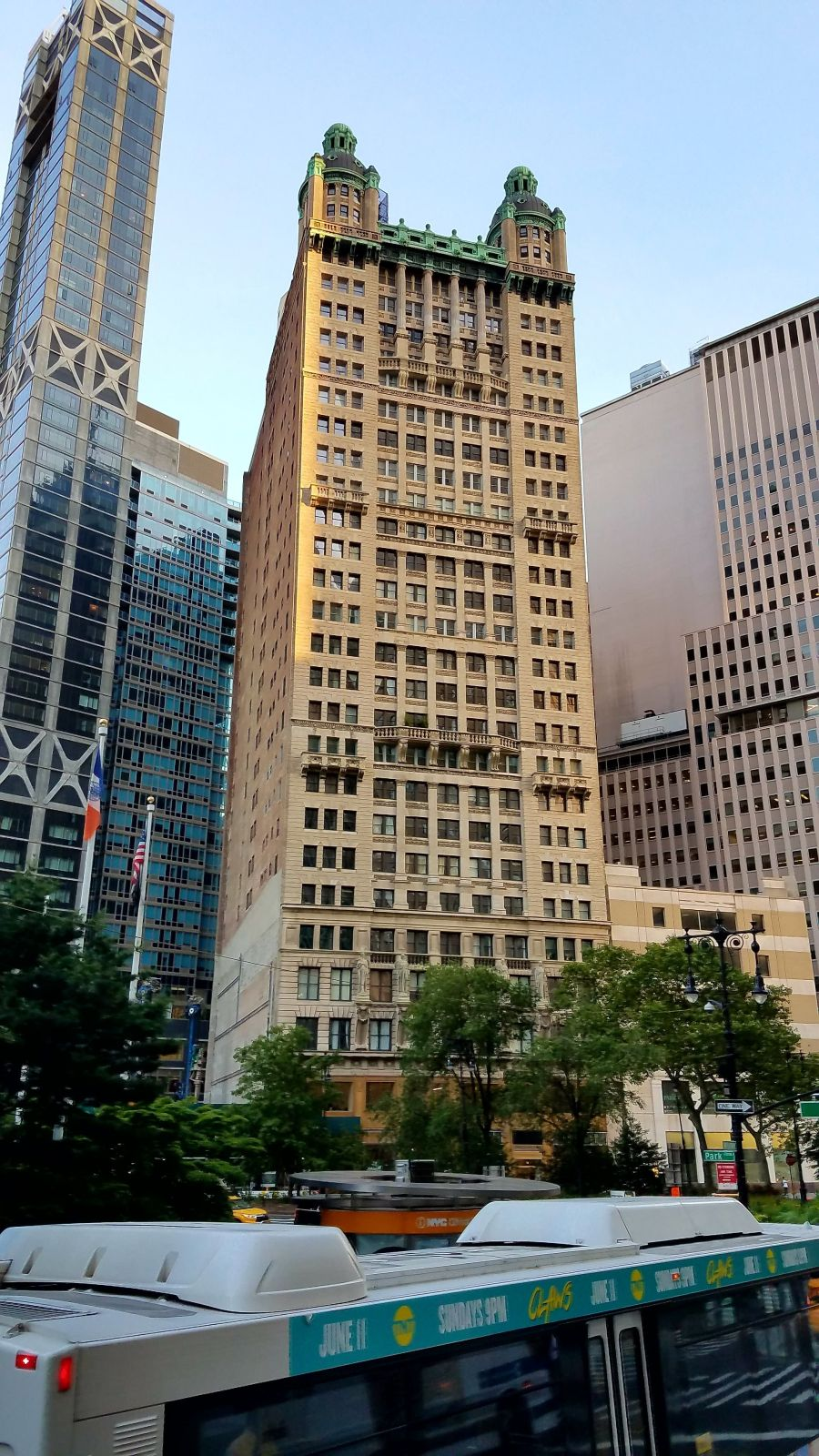